# Calolampra
Calolampra es un género de cucarachas, insectos de la familia Blaberidae.

## Especies
- Calolampra aspera
- Calolampra atra
- Calolampra candidula
- Calolampra characterosa
- Calolampra confusa
- Calolampra darlingtoni
- Calolampra depolita
- Calolampra elegans
- Calolampra fenestrata
- Calolampra fraserensis
- Calolampra ignota
- Calolampra indonesica
- Calolampra insularis
- Calolampra irrorata
- Calolampra malaisei
- Calolampra marginalis
- Calolampra mjoebergi
- Calolampra nitida
- Calolampra obscura
- Calolampra paula
- Calolampra pernotabilis
- Calolampra propinqua
- Calolampra punctosa
- Calolampra queenslandica
- Calolampra signatura
- Calolampra solida
- Calolampra subgracilis
- Calolampra submarginalis
- Calolampra tepperi
- Calolampra truncata